# The Master Mind
«The Master Mind» — американский драматический фильм Оскара Апфеля и Сесил Б. ДеМилля.

## Сюжет
Ричард Аллен, любящий скрывать свою личность, вдруг теряет брата, осуждённого окружным прокурором, в результате чего решает отомстить с помощью умнейшей мошенницы...

## В ролях
| Актёр           | Роль         |
| --------------- | ------------ |
| Эдмунд Бриси    | Ричард Аллен |
| Фред Монтаг     | Генри Аллен  |
| Джейн Дарвелл   |              |
| Дик Ла Рено     |              |
| Гарри Фишер     |              |
| Мэйбл Ван Бурен |              |
| Монро Салисбери |              |